# Cyclolabus convexus
Cyclolabus convexus är en stekelart som först beskrevs av Tohru Uchida 1956.  Cyclolabus convexus ingår i släktet Cyclolabus och familjen brokparasitsteklar. Inga underarter finns listade i Catalogue of Life.